# Melchior Goldast
Melchior Goldast, född den 6 januari 1578, död den 11 augusti 1635, var en schweizisk historieskrivare.
Goldast tillhörde en adlig, men ruinerad familj samt levde tidtals i stor fattigdom som skriftställare, tidtals som rådgivare i olika furstars tjänst. Vid sin död var han kansler vid universitetet i Giessen. Goldasts många arbeten är skrivna på latin eller tyska och utmärker sig genom mycken stilistisk talang och stor beläsenhet. De främsta är Scriptores rerum Svevicarum (1604), Scriptores rerum Alemannicarum (3 band, 1606) och Collectio consuetudimim et legum imperialium (4 band, 1613).